# Un couple presque parfait (téléfilm)
Un couple presque parfait (Just the Way You Are) est un téléfilm comico-romantique canadien réalisé par Kristoffer Tabori et diffusé le 9 mai 2015 sur Hallmark Channel.

## Synopsis
Une marieuse à succès a perdu soudainement l'étincelle de son mariage après 15 ans, donc Jenny insiste pour que son mari, Ian, se prépare pour un rendez-vous amoureux - avec elle. En se rédecouvrant l'un et l'autre comme des jeunes amoureux, ils ont une seconde chance pour tomber amoureux comme la première fois.

## Fiche technique
- Réalisation : Kristoffer Tabori
- Scénario : Michael J. Murray
- Durée : 84 minutes
- Pays :  Canada

## Distribution
- Candace Cameron Bure (VF : Marie-Laure Dougnac) : Jenny Wreitz
- Ty Olsson (VF : Stefan Godin) : Ian
- Rukiya Bernard (VF : Alice Taurand) : Claire
- Carrie Genzel (VF : Rafaèle Moutier) : Angela Owens
- Jan Bos : Monsieur Robinson
- Natasha Calis : Chloe
- Kristine Cofsky : Donna
- Jessie Fraser : Carly Tate
- Farryn VanHumbeck : Kate
- Carolyn Adair : femme en train d'embrasser
- Michael Antonakos : serveur
- Elizabeth Bowen : professeure de théâtre

## Réception
Le film, bien que comparé aux autres productions de l'actrice principale ou de Hallmark, est considéré comme une évolution significative. D'autre critiques cependant regrète cependant que le film ne "délivre pas le plaisir et la romance légers habituels de ce genre de films",.
Il reste cependant tout à fait caractéristique de la carrière de Candace Cameron Bure,.